# Academia de Cine de Ucrania
La Academia de Cine de Ucrania (en ucraniano: Українська кіноакадемія) es una asociación ucraniana de expertos y profesionales del cine y la producción cinematográfica. Fue fundada en 2017 para apoyar y desarrollar el cine ucraniano moderno. Desde 2017, la Academia de Cine de Ucrania celebra el prestigioso evento anual "Golden Dzyga Film Awards".

## Fundadores
El iniciador, creador y gestor de la academia y su premio fue el Festival Internacional de Cine de Odesa. En 2017, durante la creación de la Academia de Cine, todos los cargos directivos de la misma fueron ocupados por los gestores del OIFF: Anna Machukh, directora del mercado cinematográfico del OIFF, se convirtió en la directora ejecutiva de la Academia de Cine de Ucrania, la directora de relaciones públicas del OIFF, Kateryna Zvezdina, se convirtió en la directora de relaciones públicas, el OIFF Viktoriya Tigipko - presidente del principal órgano de gobierno de la Academia de Cine - el consejo de supervisión. Desde 2018, el director de relaciones públicas de la academia de cine es el director de relaciones públicas de la OIFF - Tetyana Vlasova, y desde 2019 el coordinador de la academia de cine - Yaroslava Kiyashko.

## Historia
"Es hora de que nuestro país tenga su propio Óscar. La industria está resurgiendo, queremos promocionar a nuestros actores, directores, productores, a todos los que trabajan en este complejo campo. Es importante llamar la atención del público sobre este evento". Viktoriya Tigipko, Presidenta de la Academia de Cine de Ucrania y del Festival Internacional de Cine de Odesa
La Academia de Cine de Ucrania se constituyó como organización pública sin ánimo de lucro el 8 de febrero de 2017, lo que se anunció el 20 de febrero del mismo año en una rueda de prensa celebrada por los fundadores, patrocinadores y socios de la Academia de Cine con motivo del Primer Premio Nacional de Cine. La creación de la Academia de Cine fue iniciada por el Festival Internacional de Cine de Odesa con el apoyo de la Agencia Estatal de Ucrania para la Cinematografía y la Sociedad Anónima "TASKOMBANK." Anna Machukh ha sido nombrada Directora Ejecutiva de la Academia de Cine de Ucrania y del Premio Nacional de Cine. El 20 de abril se celebró la ceremonia de entrega del Primer Premio Nacional de Cine "Dzyga de Oro".

## Propósito y actividades
La academia de cine ucraniana se creó con el objetivo de popularizar el cine ucraniano en Ucrania y en el extranjero, y prestar un apoyo integral al desarrollo del cine nacional:
- Organización y celebración de actos en los que los expertos de la industria cinematográfica determinarán objetivamente los mejores logros y personalidades del cine nacional. Uno de estos actos es la ceremonia anual de entrega del Premio Nacional de Cine "Dzyga de Oro" por los logros más destacados del cine ucraniano.

- Organización de eventos para familiarizar a los espectadores con la última cinematografía ucraniana.

- Apoyo financiero a los programas de cine educativo.

## Membresía a la academia de cine
La membresía a la academia de cine, según sus estatutos, se basa en el principio de voluntariedad y es individual. La academia puede incluir a cualquier persona que cumpla los requisitos de una de las tres categorías:
- Representantes de la industria cinematográfica que, desde 1991, hayan participado como autores  (actores, guionistas, directores, camarógrafos, diseñadores de producción o compositores) o productores en la creación de uno o más largometrajes o tres o más cortometrajes documentales y/o de animación.

- Personalidades de la cultura, el arte y la industria cinematográfica que han contribuido significativamente al desarrollo y la promoción del cine ucraniano (entre ellos, distribuidores, críticos de cine y directores de festivales internacionales de cine).

- Patronos y patrocinadores del cine nacional.

Las solicitudes de ingreso en la academia de cine se aceptaron del 20 de febrero al 19 de marzo de 2017. Según los resultados, de 343 solicitudes, 242 cineastas ucranianos recibieron el estatus de miembro de la academia de cine de Ucrania. La segunda aceptación de solicitudes de ingreso en la academia de cine duró del 27 de abril de 2017 al 15 de enero de 2018.
A partir de 2019, la Academia está formada por 355 profesionales del cine ucraniano.

## Órganos de dirección de la Academia de Cine
- La Asamblea General de miembros es el máximo órgano de gobierno de la Academia de Cine, en el que tienen derecho a participar todos los miembros actuales de la Academia de Cine.

- El director ejecutivo gestiona el trabajo diario de la organización. Es elegido por el consejo de supervisión de la academia de cine para un mandato de tres años.

- El Consejo de Supervisión es el órgano de gobierno de la academia de cine, que supervisa el trabajo del director ejecutivo de la sociedad de gestión. Está formado por cinco personas que no pueden ser miembros de la academia de cine, tres de las cuales son permanentes y se eligen por un mandato de 20 años. Está dirigido por el presidente del consejo de supervisión, que es elegido entre los miembros del consejo de supervisión por un periodo de 20 años. Viktoriya Tigipko fue elegida primera presidenta del consejo de supervisión de la Academia de Cine de Ucrania a principios de abril de 2017.[1]

El órgano consultivo de la academia de cine es el consejo de administración, que consta de 15 miembros, 12 de los cuales son elegidos por la asamblea general de la academia de cine y tres son nombrados por el consejo de supervisión de la academia de cine. La junta directiva de la Academia Nacional de Cine de Ucrania está encabezada por el presidente de la junta directiva, que es elegido por decisión de la junta directiva entre los miembros aprobados de la junta directiva. El primer presidente de la Junta de la Academia de Cine de Ucrania a principios de abril de 2017 fue el famoso director de cine y actor ucraniano Mijailo Illienko, que ocupó este cargo hasta noviembre de 2018.   Actualmente, el presidente de la Junta de la Academia de Cine de Ucrania es el crítico de cine ucraniano Volodymyr Voitenko.

### Junta de la Academia de Cine de Ucrania
Composición de la Junta de la Academia de Cine de Ucrania (desde octubre de 2018):
- Volodymyr Voitenko, crítico de cine - Presidente del Consejo de Administración
- Sergey Bordenyuk, cinematógrafo
- Lyudmila Gordeladze, actriz
- Ivanna Dyadyura, productora de cine
- Denis Ivanov, productor, demostrador de cine
- Mikhailo Illienko, director de cine
- Sergey Lavrenyuk, productor
- Yuri Minzyanov, productor
- Yegor Olesov, productor
- Andriy Rizol, productor
- Vlad Ryashin, productor
- Igor Savchenko|Igor Savichenko], productor
- Igor Savchenko, productor
- Akhtem Seitablayev, director de cine y actor
- Valeria Sochivets, productora
- Marina Stepanska, directora de cine

## Logo de la Academia de Cine
El concepto del logotipo de la Academia de Cine de Ucrania fue desarrollado por el equipo de marketing "Quadrate 28". Al desarrollar el logotipo, se basó en la imagen del símbolo de la academia de cine: el "Dzyga de oro", encarnado por el famoso artista ucraniano Nazar Bilyk. 